# Route 63 (Islande)
Pour les articles homonymes, voir Route 63.
La Route 63 (Þjóðvegur 63) ou Bíldudalsvegur est une route islandaise qui relie Patreksfjörður à Bíldudalur dans la région des Vestfirðir.

## Trajet
- Patreksfjörður
- -  vers Tálknafjörður
- Bíldudalur
- Route 60